# 2360 Volgo-Don
2360 Volgo-Don là một tiểu hành tinh vành đai chính với chu kỳ quỹ đạo là 1594.4908569 ngày (4.37 năm).
Nó được phát hiện ngày 2 tháng 11 năm 1975.